# Não por Acaso
Não por Acaso é um filme de drama brasileiro de 2007, dirigido e escrito por Philippe Barcinski, em colaboração com sua irmã, Fabiana Werneck. No longa, um acidente faz com que a vida de dois homens tomem rumos surpreendentes; Rodrigo Santoro é o protagonista do filme no papel de Pedro, um homem que abandona o luto de sua namorada e também sua insegurança profissional ao se envolver com uma inesperada mulher. A narrativa do filme leva a várias interpretações, entre estas, demonstrando ao espectador como pessoas controladoras podem sair de seu rumo repentinamente.
O elenco também é composto por Leonardo Medeiros, no papel de Ênio, um homem obrigado a conhecer e conviver com a filha adolescente após a perda de sua ex-mulher, Mônica (Graziella Moretto). E Letícia Sabatella, que interpreta uma executiva solitária, chamada Lúcia, que mora no antigo apartamento da ex-namorada de Pedro, a Teresa (Branca Messina), e com ele, inicia uma relação. Rita Batata, Cássia Kiss, Cacá Amaral, Ney Piacentini e Sílvia Lourenço completam o elenco. O longa teve opiniões geralmente positivas por grande parte do público e da crítica especializada.

## Sinopse
Ênio é um engenheiro de trânsito que, operando sinais, busca comandar o fluxo dos automóveis da cidade de São Paulo. Sua mania de controle reflete-se também em sua vida doméstica. O encontro com a filha, Bia, faz com que ele se sinta sem o controle de tudo. Pedro é dono de uma marcenaria especializada na construção de mesas de sinuca. Meticuloso, possui uma visão peculiar do jogo. Um acidente faz com que a vida de ambos tomem rumos surpreendentes.

## Elenco

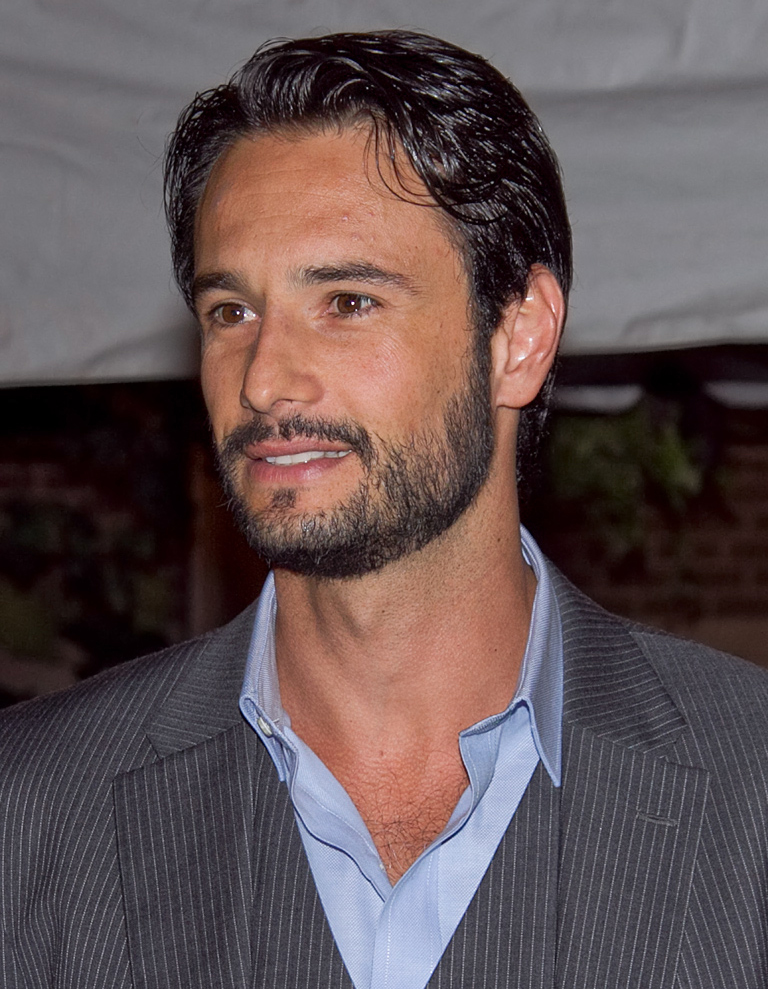
O desempenho de Rodrigo Santoro no papel de Pedro, protagonista do filme, foi bastante elogiado pela análise crítica, recebendo prêmios e indicações pela atuação.

| Elenco            | Papel                                                   |
| Rodrigo Santoro   | Pedro                                                   |
| Leonardo Medeiros | Ênio                                                    |
| Letícia Sabatella | Lúcia                                                   |
| Branca Messina    | Teresa                                                  |
| Rita Batata       | Bia                                                     |
| Cássia Kiss       | Iolanda                                                 |
| Graziella Moretto | Mônica                                                  |
| Ney Piacentini    | Nogueira                                                |
| Cacá Amaral       | Tobias                                                  |
| Sílvia Lourenço   | Paula                                                   |
| Robson Nunes      | Homem que joga sinuca com Pedro (Participação especial) |

## Principais prêmios e indicações
| |  |  |
| O Elevado Presidente João Goulart e a Zona Central de São Paulo foram alguns dos cenários do filme. |  |  |

Cine PE - Festival do Audiovisual
- Venceu nas categorias de melhor ator (Leonardo Medeiros), melhor atriz coadjuvante (Branca Messina), melhor fotografia e melhor edição.